# Johannes Bering (Theologe)

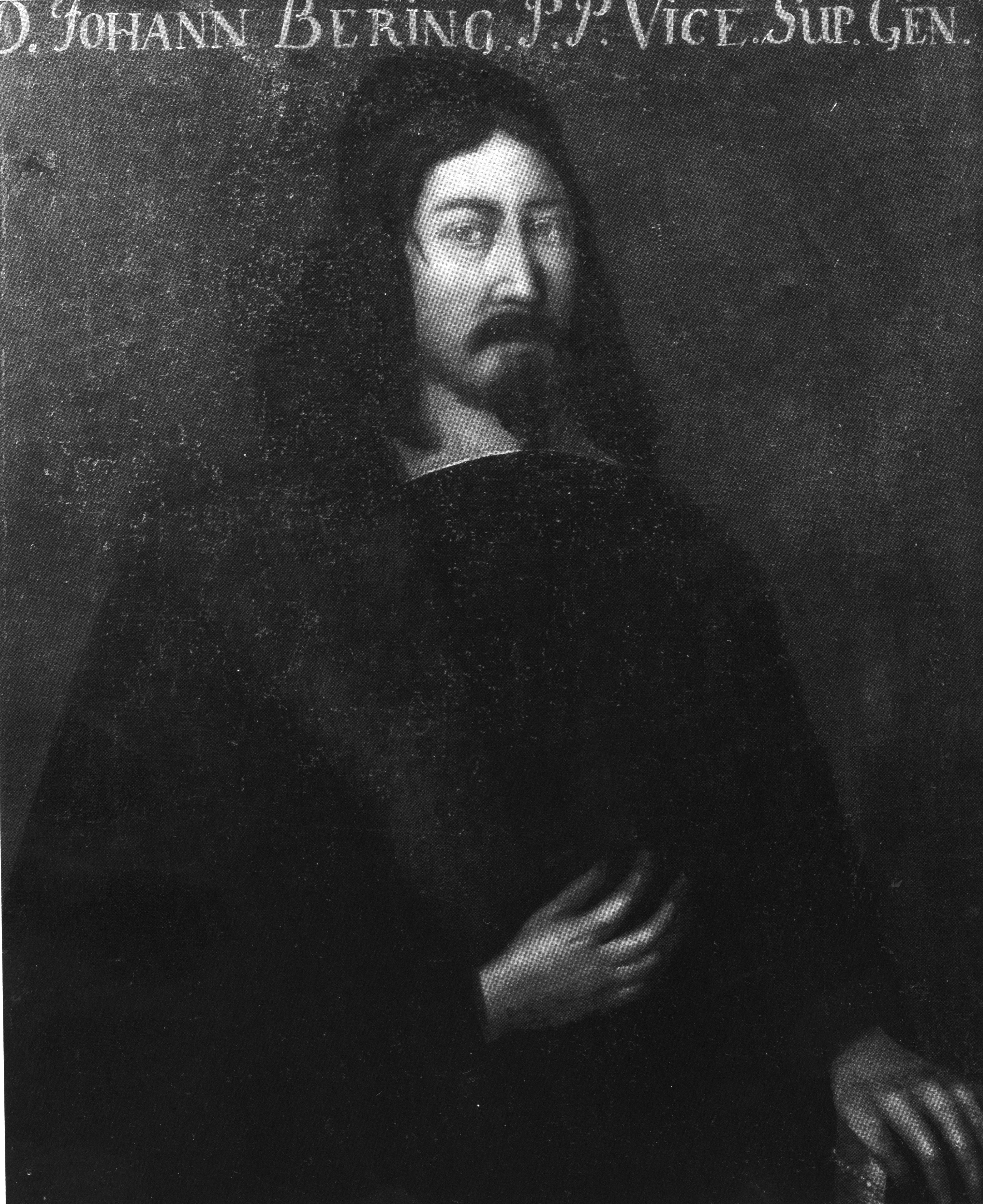
Johann Bering

Johannes Bering (auch: Beringe, Beringus; * 23. März 1607 in Greifswald; † 16. Januar 1658 ebenda) war ein deutscher lutherischer Theologe und Mathematiker.

## Leben
Der Sohn des Greifswalder Professors der Theologie Joachim Bering und dessen Ehefrau Barbara Preusse, die Tochter des Juristen und Ratsherrn in Stralsund Johannes Preusse und dessen Frau Barbara Sonnenberg, hatte die Schule in seiner Heimatstadt besucht und vom Vater Unterricht erhalten. So waren gute Grundlagen bei ihm angelegt, dass er im Alter von achtzehn Jahren die Universität Greifswald beziehen konnte. Hier hatte er zuerst die Vorlesungen von Balthasar Rhaw (II.), Lorenz Luden (1592–1654) und Bartholomäus Battus besucht.
1628 wechselte er an die Universität Rostock, wo Paul Tarnow und Johann Quistorp der Ältere seine Lehrer waren. Dann reiste er in die Niederlande zunächst an die Universität Franeker, wo er die Vorlesungen des Mathematikers Adriaan Metius (1571–1635) besuchte und theologische Disputationen gegen den Calvinismus bei Johannes Maccovius und Wilhelm Amesius (1576–1633) absolvierte. 1631 wechselte er an die Universität Leiden, wo er seine Studien der Mathematik und orientalischen Sprachen bei Jacobus Golius fortsetzte.
1636 kehrte er in seine Heimat zurück, wo er Professor der Mathematik in Greifswald wurde und nebenher auch theologische Vorlesungen hielt. 1643 wurde er Professor der Theologie, sowie Pastor an der St. Mariakirche und 1650 Generalvizesuperintendent von Pommern. Bering hatte sich auch an den organisatorischen Aufgaben der Greifswalder Hochschule beteiligt. So war er drei Mal, in den Jahren 1642/43, 1647 sowie 1655, Rektor der Alma Mater, sechs Mal Prokanzler und mehrfach Dekan der theologischen Fakultät.

## Familie
Aus seiner am 18. Oktober 1643 geschlossenen Ehe mit Clara, der Tochter des Pastors an der St. Mariakirche Mag. Philipp Mentz, gingen zwei Töchter und ein Sohn hervor. Von den Kindern kennt man:
- Magaretha Bering († jung)
- Barbara Bering
- Johannes Bering